# Перелік пам'яток культурної спадщини, що не підлягають приватизації (Івано-Франківська область)
В Івано-Франківській області до переліку пам'яток культурної спадщини, що не підлягають приватизації, внесено 130 об'єктів культурної спадщини України.

## Івано-Франківська міська рада
| Найменування пам'ятки                                         | Час створення                                                      | Місце розташування                                  | Охоронний номер |
| ------------------------------------------------------------- | ------------------------------------------------------------------ | --------------------------------------------------- | --------------- |
| Магістрат (міська рада і суд)                                 | 1666 рік, 1671-1672 роки, 1826-1829 роки, 1870 рік, 1928-1932 роки | м. Івано-Франківськ, вул. Галицька, 4а              | 12-Іф           |
| Будинок житловий                                              | початок XX сторіччя                                                | м. Івано-Франківськ, вул. М. Гаркуші, 9             | 39-Іф           |
| Будівля Українського культурно-спортивного товариства "Сокіл" | 1910 рік                                                           | м. Івано-Франківськ, вул. М. Грушевського, 18       | 175-Іф          |
| Будівля театру імені Станіслава Манюшка                       | 1891 рік                                                           | м. Івано-Франківськ, вул. Леся Курбаса, 3           | 340-Іф          |
| Будівля школи деревообробної промисловості                    | 1912 рік                                                           | м. Івано-Франківськ, вул. Б. Лепкого, 28            | 142-Іф          |
| Будівля ощадкаси                                              | 1884 рік                                                           | м. Івано-Франківськ, вул. І. Мазепи, 14             | 65-Іф           |
| Будівля окружного суду                                        | 1911 рік                                                           | м. Івано-Франківськ, вул. Академіка А. Сахарова, 15 | 372-Іф          |
| Будинок житловий                                              | початок XX сторіччя                                                | м. Івано-Франківськ, вул. М. Шашкевича, 2           | 99-Іф           |
| Будинок єпископа                                              | 1830 рік                                                           | м. Івано-Франківськ, вул. Т. Шевченка, 16           | 376-Іф          |

## Богородчанський район
| Будинок народного суду | початок XX сторіччя | смт Богородчани, вул. Т. Шевченка, 68 | 606-Іф |

## Верховинський район
| Будівля лікарні | 1910 рік | смт Верховина, вул. Жаб'євська, 4 | 634-Іф |
| Обсерваторія    | 1937 рік | с. Зелена, гора Піп Іван          | 3      |
| Будівля театру  | 1910 рік | с. Красноїлля                     | 4      |
| Гражда          | 1790 рік | с. Криворівня (прилісок Заріччя)  | 6      |

## Галицький район
| Церква Різдва Христового                           | XIII-XV сторіччя          | м. Галич, майдан Різдва          | 241   |
| Замок Старостинський (руїни)                       | 1367-1658 роки            | м. Галич, вул. Коновальська      | 1152  |
| Костел Кармелітів (костел Благовіщення Діви Марії) | 1624 рік - XVIII сторіччя | смт Більшівці, вул. І. Франка, 7 | 1153  |
| Церква Святого Пантелеймона:                       | 1200 рік                  | с. Залуква                       | 248/1 |
| дзвіниця                                           | 1611 рік                  |                                  | 248/2 |
| Церква Успіння Пресвятої Богородиці                | початок XVI сторіччя      | с. Крилос                        | 245   |
| Каплиця Святого Василія Великого                   | 1500 рік                  | с. Крилос                        | 246   |
| Митрополичі палати                                 | XIX сторіччя              | с. Крилос                        | 480   |
| Фундаменти Успенського собору                      | 1157 рік                  | с. Крилос                        | 481   |

## Городенківський район
| Костел Непорочного зачаття Діви Марії        | 1760 рік             | м. Городенка, вул. Володимира Великого, 1 | 249/1  |
| келії                                        | 1760 рік             | м. Городенка, вул. Володимира Великого, 1 | 249/2  |
| Будинок української читальні                 | початок XX сторіччя  | м. Городенка, вул. В. Винниченка, 7       | 450    |
| Адміністративний будинок                     | XIX сторіччя         | м. Городенка, вул. П. Дорошенка, 53       | 1195   |
| Вірменський костел                           | XVII сторіччя        | м. Городенка, вул. С. Крушельницької      | 669    |
| Церква Святого о. Миколая                    | 1879 рік             | м. Городенка, вул. Ринкова, 32            | 668    |
| Будівля гімназії                             | початок XIX сторіччя | м. Городенка, вул. Т. Шевченка, 55        | 449    |
| Церква Успіння Пресвятої Богородиці          | 1763 рік             | м. Городенка, вул. Т. Шевченка, 70        | 670    |
| Церква Різдва Пресвятої Богородиці           | 1817 рік             | смт Чернелиця, вул. Незалежності, 9       | 688    |
| Замок                                        | XVII сторіччя        | смт Чернелиця, вул. Незалежності, 1       | 251    |
| Костел домініканців                          | 1661 рік             | смт Чернелиця, вул. Українська, 3         | 1154   |
| Церква Святого Архангела Михаїла             | 1774 рік             | с. Вікно                                  | 677    |
| Церква Святого Микити                        | 1887 рік             | с. Вільхівці                              | 691    |
| Церква Святого Архангела Михаїла             | 1873 рік             | с. Виноград                               | 690    |
| Церква Різдва Пресвятої Богородиці           | 1895 рік             | с. Городниця                              | 692    |
| Церква Святого Архангела Михаїла             | 1864 рік             | с. Глушків                                | 673    |
| Церква Святих Косми і Дем'яна                | 1773 рік             | с. Далешове                               | 693    |
| Церква Успіння Пресвятої Богородиці          | 1867 рік             | с. Дубка                                  | 694    |
| Церква Святого о. Миколая                    | 1904 рік             | с. Колінки                                | 695    |
| Церква Різдва Іоанна Хрестителя              | 1884 рік             | с. Копачинці                              | 696    |
| Церква Воздвиження Христового                | 1868 рік             | с. Кунисівці                              | 674    |
| Костел                                       | 1736 рік             | с. Михальче                               | 697    |
| Церква Святого о. Миколая                    | 1780 рік             | с. Михальче                               | 676    |
| Дзвіниця церкви Успіння Пресвятої Богородиці | 1845 рік             | с. Монастирок                             | 675    |
| Церква Вознесіння Господнього                | 1868 рік             | с. Незвисько                              | 699    |
| Церква Преображення Господнього              | 1828 рік             | с. Олієво-Королівка                       | 678    |
| Церква Святого Юрія                          | 1859 рік             | с. Острівець                              | 700    |
| Церква Святого Архангела Михаїла             | 1806 рік             | с. Поточище                               | 679    |
| Церква Покрови Пресвятої Богородиці          | 1840 рік             | с. Прикмище                               | 701    |
| Руїни замку Беньовського                     | 1660 рік             | с. Раковець                               | 421-Іф |
| Церква Святого Дмитрія Великомученика        | 1858 рік             | с. Раковець                               | 680    |
| Церква Різдва Пресвятої Богородиці           | 1886 рік             | с. Рашків                                 | 702    |
| Церква Святого Михайла Чудотворця            | 1893 рік             | с. Репужинці                              | 703    |
| Церква Преображення Господнього              | 1834 рік             | с. Росохач                                | 681    |
| Церква Вознесіння Господнього                | 1830 рік             | с. Семаківці                              | 704    |
| Церква Святої Параскеви П'ятниці             | 1860 рік             | с. Семенівка                              | 705    |
| Церква Святого о. Миколая                    | 1882 рік             | с. Серафинці                              | 706    |
| Церква Покрови Пречистої Богородиці          | 1888 рік             | с. Слобідка                               | 682    |
| Церква Святого Іоанна Богослова              | 1812 рік             | с. Стрільче                               | 683    |
| Церква Вознесіння Господнього                | 1848 рік             | с. Сороки                                 | 707    |
| Церква Воздвиження Христового                | 1877 рік             | с. Тишківці                               | 709    |
| Житловий будинок Шухевича                    | 1870 рік             | с. Тишківці                               | 451    |
| Церква Успіння Пресвятої Богородиці          | 1853 рік             | с. Топорівці                              | 684    |
| Будинок-музей Леся Мартовича                 | XIX сторіччя         | с. Торговиця                              | 685    |
| Церква Різдва Пресвятої Богородиці           | 1924 рік             | с. Торговиця                              | 708    |
| Церква Покрови Пречистої Діви Марії          | 1859 рік             | с. Хмелева                                | 710    |
| Церква Успіння Пресвятої Богородиці          | 1886 рік             | с. Чернятин                               | 711    |
| Троїцька церква                              | XVIII сторіччя       | с. Чортовець                              | 420-Іф |
| Церква Святого Миколая                       | 1906 рік             | с. Чортовець                              | 698    |

## Долинський район
| Ратуша                                 | XVIII сторіччя      | м. Болехів, майдан І. Франка      | 714    |
| Будинок житловий                       | XIX сторіччя        | м. Болехів, вул. Є. Коновальця, 4 | 422-Іф |
| Каса хворих - лікарня                  | 1928 рік            | м. Долина, вул. А. Міцкевича, 23  | 1201   |
| Будівля повітового суду                | початок XX сторіччя | м. Долина, вул. А. Міцкевича, 33  | 1206   |
| Будівля Польської гімназії             | початок XX сторіччя | м. Долина, вул. В. Пачовського, 3 | 1209   |
| Будинок спортивного товариства "Сокіл" | початок XX сторіччя | м. Долина, вул. В. Пачовського, 8 | 1210   |

## Калуський район
| Адміністративний будинок                           | кінець XIX сторіччя  | м. Калуш, вул. С. Бандери, 11   | 594  |
| Адміністративний будинок                           | початок XX сторіччя  | м. Калуш, вул. Ю. Гагаріна, 1   | 589  |
| Будівля школи                                      | початок XIX сторіччя | м. Калуш, вул. Ю. Гагаріна, 6   | 590  |
| Будівля муніципалітету                             | початок XX сторіччя  | м. Калуш, вул. Костельна, 5     | 591  |
| Будинок житловий                                   | кінець XIX сторіччя  | м. Калуш, вул. Костельна, 10    | 1238 |
| Палац культури "Мінерал"                           | 1954 рік             | м. Калуш, вул. В. Чорновола, 20 | 595  |
| Колишній єврейський культурний центр               | середина XX сторіччя | м. Калуш, вул. Т. Шевченка, 5   | 1241 |
| Колишній польський Народний дім товариства "Сокіл" | XVIII сторіччя       | м. Калуш, вул. Т. Шевченка, 7   | 599  |
| Український народний дім                           | 1880 рік             | м. Калуш, вул. Т. Шевченка, 8   | 597  |

## Коломийський район
| Будинок культури                             | XIX сторіччя        | м. Коломия, Вічовий майдан, 7        | 555   |
| Ратуша                                       | 1877 рік            | м. Коломия, вул. М. Грушевського, 1  | 559   |
| Церква Святого Архангела Михаїла та дзвіниця | 1855-1871 роки      | м. Коломия, вул. М. Грушевського, 11 | 560   |
| Будинок колишнього банку                     | початок XX сторіччя | м. Коломия, вул. М. Драгоманова, 1   | 584   |
| Церква Благовіщення Пресвятої Діви Марії:    | 1587 рік            | м. Коломия, вул. Карпатська, 2       | 233/1 |
| дзвіниця                                     | XVIII сторіччя      | м. Коломия, вул. Карпатська, 2       | 233/2 |
| Костел                                       | XIX сторіччя        | м. Коломия, вул. І. Мазепи, 2        | 562   |
| Будинок колишньої гімназії                   | 1875 рік            | м. Коломия, вул. А. Міцкевича, 1     | 574   |
| Будівля музею                                | 1887-1902 роки      | м. Коломия, вул. Театральна, 25      | 578   |
| Колишній будинок ощадкаси                    | 1892 рік            | м. Коломия, вул. Театральна, 27      | 579   |
| Будинок житловий                             | XIX сторіччя        | м. Коломия, вул. Театральна, 33      | 580   |
| Будинок житловий                             | початок XX сторіччя | м. Коломия, вул. Театральна, 48      | 582   |
| Будинок житловий                             | початок XX сторіччя | м. Коломия, вул. Театральна, 54      | 583   |
| Будинок житловий                             | XIX сторіччя        | м. Коломия, вул. І. Франка, 3        | 585   |
| Костел                                       | XX сторіччя         | м. Коломия, вул. І. Франка, 18       | 586   |
| Монастир Урсулок                             | початок XX сторіччя | м. Коломия, вул. І. Франка, 19       | 587   |
| Будинок житловий                             | початок XX сторіччя | м. Коломия, вул. В. Чорновола, 1     | 564   |
| Будівля медичної установи                    | початок XX сторіччя | м. Коломия, вул. В. Чорновола, 32    | 570   |
| Будинок пошти                                | початок XX сторіччя | м. Коломия, вул. В. Чорновола, 47    | 571   |
| Будинок житловий                             | XIX сторіччя        | м. Коломия, вул. В. Чорновола, 57    | 572   |
| Будинок повітової ради                       | початок XX сторіччя | м. Коломия, вул. Р. Шухевича, 80     | 561   |

## Надвірнянський район
| Будинок повітового староства | початок XX сторіччя | м. Надвірна, вул. Гетьмана Мазепи, 29 | 425-Іф |

## Рогатинський район
| Церква Різдва Пресвятої Богородиці: | XV-XVI сторіччя  | м. Рогатин, вул. Галицька, 18        | 242/1  |
| мури з брамами                      | XV-XVI сторіччя  | м. Рогатин, вул. Галицька, 18        | 242/2  |
| Костел Святого Миколая              | XV-XVII сторіччя | м. Рогатин, вул. Галицька, 60        | 244    |
| Церква Святого Миколая:             | 1729 рік         | м. Рогатин, вул. Святомиколаївська   | 1188/1 |
| дзвіниця                            | 1729 рік         | м. Рогатин, вул. Святомиколаївська   | 1188/2 |
| Церква Святого Духа                 | 1598 рік         | м. Рогатин, вул. М. Коцюбинського, 8 | 243    |

## Снятинський район
| Будівля Ради повітової                                                 | друга половина XIX сторіччя | м. Снятин, вул. Коснятина, 41    | 1270   |
| Будинок дітей-сиріт і каплиця                                          | друга половина XIX сторіччя | м. Снятин, вул. Коснятина, 48    | 1271   |
| Будівля школи судового виконавця, староство                            | друга половина XIX сторіччя | м. Снятин, вул. Коснятина, 78    | 1274   |
| Будівля польської жіночої школи                                        | 1895 рік                    | м. Снятин, вул. Коснятина, 72    | 432-Іф |
| Будівля Цісарсько- королівської школи, з 1924 року - чоловіча гімназія | 1907 рік                    | м. Снятин, вул. Лотоцького, 13   | 1268   |
| Будинок товариства "Сокіл"                                             | початок XX сторіччя         | м. Снятин, вул. Симоненка, 4     | 1279   |
| Комплекс споруд шпиталю                                                | початок XX сторіччя         | м. Снятин, вул. В. Стефаника, 4  | 1281   |
| Комплекс споруд шпиталю                                                | кінець XIX сторіччя         | м. Снятин, вул. В. Стефаника, 4а | 1282   |
| Комплекс споруд шпиталю                                                | кінець XIX сторіччя         | м. Снятин, вул. В. Стефаника, 6  | 1283   |
| Будівля єврейського театру                                             | початок XX сторіччя         | м. Снятин, вул. Театральна, 3    | 1345   |
| Ратуша                                                                 | 1861 рік                    | м. Снятин, вул. Т. Шевченка, 70  | 429-Іф |
| Вілла адвоката Гольтшауба                                              | початок XX сторіччя         | м. Снятин, вул. Т. Шевченка, 73  | 1285   |
| Колишній будинок повітового суду                                       | друга половина XIX сторіччя | м. Снятин, вул. Т. Шевченка, 75  | 1286   |
| Будинок Марка Черемшини                                                | 1912-1927 роки              | м. Снятин, вул. Т. Шевченка, 101 | 1288   |
| Будинок торгівлі                                                       | 1923 рік                    | м. Снятин, вул. Т. Шевченка, 141 | 430-Іф |